# Km. 65
Km. 65 es un caserío peruano ubicado en el distrito de La Matanza, perteneciente a la provincia de Morropón del departamento de Piura, al norte del Perú. 

## Ubicación
Km. 65 se ubica al noroeste de la provincia de Morropón, en el distrito de La Matanza, en el departamento de Piura.

## Demografía
En 2017 Km. 65 tenía una población de 195 habitantes.
| Gráfica de evolución demográfica de Km. 65 entre 1993 y 2017 |
|                                                              |
| Fuentes: Población 1993 y 2017                               |